# 레이철 매캐덤스
레이철 앤 매캐덤스(영어: Rachel Anne McAdams, 1978년 11월 17일 ~ )는 캐나다의 배우이다. 2001년 요크 대학교의 4년제 연극 과정을 졸업한 후, 처음에는 《퍼펙트 파이》(2002년, 이 작품으로 지니상 후보 등극), 코미디 영화 《마이 네임 이즈 타니노》(2002년), 코미디 드라마 《슬링즈 앤 애로우즈》(2002년, 이 작품으로 지니상 수상) 같은 캐나다의 드라마와 영화에서 작업했다. 2002년 그녀는 코미디 영화 《핫 칙》으로 헐리우드 무대 데뷔를 했다. 2004년 코미디 영화 《퀸카로 살아남는 법》, 로맨틱 드라마 영화 《노트북》에서의 역할로 유명해졌다. 2005년 그녀는 로맨틱 코미디 영화 《웨딩 크래셔》, 심리 스릴러 영화 《레드 아이》, 가족물 코미디 드라마 영화 《우리, 사랑해도 되나요?》등의 영화에 출연했다. 그녀는 언론에 의해 헐리우드의 새로운 "잇 걸"이 되었고, 영국 영화 텔레비전 예술 아카데미에서 떠오르는 스타상 후보에 오르기도 했다.
2년 간의 휴식기를 가진 후, 2008년 제한 상영을 한 필름 누아르 영화 《결혼 생활》, 로드 트립 코미디 드라마 영화 《럭키 원스》에 출연했다. 그녀는 2009년에 정치 스릴러 영화 《스테이트 오브 플레이》, 공상 과학 로맨틱 드라마 영화 《시간 여행자의 아내》, 미스터리 액션 어드벤쳐 영화 《셜록 홈즈》에 출연하며 명성을 되찾았다. 2010년 그녀는 자신의 첫 스타비히클 영화라 할 수 있는 코미디 영화 《굿모닝 에브리원》에 출연했다.

## 성장기
캐나다 온타리오 주의 런던에서 태어나 근교 도시인 세인트토머스에서 자랐다. 아버지는 랜스 프레더릭 매캐덤스(Lance Frederick McAdams)이며 트럭 운전사이다. 어머니는 샌드라(결혼 전 성은 게일)로 간호사로 일했다. 형제 자매로는 남동생 대니얼과 여동생 카이린이 있다. 4살 때 스케이팅을 배웠고, 12살에 '오리지널 키즈(Original Kids)'라는 여름 극단에서 활동하였다. 2015년에 출연했던 작품 중 그녀의 가장 중요한 작품들로는 HBO 채널의 범죄 드라마 드라마 《트루 디텍티브》 시즌 2, 드라마 영화 《스포트라이트》에서 사샤 파이퍼 역이다. 《스포트라이트》에서의 연기로 아카데미 여우조연상 후보에 오르기도 했다.

## 출연 영화
- 핫 칙 (2002년작)
- 퀸카로 살아남는 법 (2004년작)
- 노트북 (2004년작) - 앨리 역
- 나이트 플라이트 (2005년작)
- 우리, 사랑해도 되나요? (2005년작)
- 웨딩 크래셔 (2005년작)
- 러키 원스 (2008년작)
- 결혼 생활 (2008년작)
- 스테이트 오브 플레이 (2009년작) - 델라 프라이 역
- 시간 여행자의 아내 (2009년작)
- 셜록 홈즈 (2009년작)
- 굿모닝 에브리원 (2010년작)
- 미드나잇 인 파리 (2011년작) - 이네즈 역
- 셜록 홈즈: 그림자 게임 (2011년작) - 아이린 애들러 역
- 서약 (2012년작)
- 패션, 위험한 열정 (2012년작) - 크리스틴 스탠포드 역
- 투 더 원더 (2012년작) - 제인 역
- 어바웃 타임 (2013년작) - 메리 역
- 모스트 원티드 맨 (2014년작) - 에너벨 리히터 역
- 트루 디텍티브2 (2015년작) - 애니 베제리데스 역
- 알로하 (2015년작)
- 사우스포 (2015년작) - 모린 호프 역
- 어린왕자 (2015년작) - 엄마 역(목소리)
- 에브리띵 윌 비 파인 (2015년작) - 사라 역
- 스포트라이트 (2015년작) - 샤샤 파이퍼 역
- 닥터 스트레인지 (2016년작) - 크리스틴 팔머 역
- 디서비디언스 (2017년작)
- 게임 나이트 (2018년작)
- 유로비전 송 콘테스트: 파이어 사가 스토리 (2020년작) - 시그리트 에릭스도티르 역
- 닥터 스트레인지: 대혼돈의 멀티버스 (2022년작) - 크리스틴 팔머 역
- 안녕하세요, 하느님? 저 마거릿이에요 (2022년작) - 바버라 사이먼 역
- 샌드 헬프 (2026년작)